# István Brockhauser
István Brockhauser (Boedapest, 3 mei 1964) is een voormalig Hongaars voetballer. Brockhauser was een doelman die in 2004 de schoenen aan de haak hing.
| seizoen     | club               | wedstrijden | goals | competitie     |
| ----------- | ------------------ | ----------- | ----- | -------------- |
| 1987/88     | Dunakanyar-Vác FC  | 30          | 0     | Magyar Liga    |
| 1988/89     | Újpest FC          | 25          | 0     | Magyar Liga    |
| 1989/90     | Újpest FC          | 30          | 0     | Magyar Liga    |
| 1990/91     | Újpest FC          | 30          | 0     | Magyar Liga    |
| 1991/92     | Újpest FC          | 30          | 0     | Magyar Liga    |
| 1992/93     | Budapest Honvéd FC | 19          | 0     | Magyar Liga    |
| 1993/94     | Budapest Honvéd FC | 30          | 0     | Magyar Liga    |
| 1994/95     | Budapest Honvéd FC | 24          | 0     | Magyar Liga    |
| 1995/jan.96 | Budapest Honvéd FC | 6           | 0     | Magyar Liga    |
| jan.96/1996 | Győri ETO FC       | 11          | 0     | Magyar Liga    |
| 1996/97     | KRC Genk           | 18          | 0     | Jupiler League |
| 1997/98     | KRC Genk           | 25          | 0     | Jupiler League |
| 1998/99     | KRC Genk           | 33          | 0     | Jupiler League |
| 1999/00     | KRC Genk           | 29          | 0     | Jupiler League |
| 2000/01     | KRC Genk           | 11          | 0     | Jupiler League |
| 2001/02     | KRC Genk           | 4           | 0     | Jupiler League |
| 2002/03     | Újpest FC          |             |       | Magyar Liga    |
| 2003/04     | Újpest FC          |             |       | Magyar Liga    |

## International
Brockhauser stond tussen 1990 en 1992 tien keer onder de lat bij de Hongaarse nationale ploeg. Hij maakte zijn debuut op 20 maart 1990 in de met 2-0 gewonnen oefeninterland tegen de Verenigde Staten. Zijn tiende en laatste optreden volgde op 14 december 1994, toen hij debutant Attila Hajdu na 54 minuten verving in het oefenduel tegen Mexico (5-1 nederlaag).

## Erelijst
- 1990, 1993: landskampioen in Hongarije met Budapest Honvéd FC
- 1992, 1996: Beker van Hongarije met Újpest FC (1992) en Győri ETO FC (1996)
- 1999, 2002: landskampioen in de Jupiler League met RC Genk
- 1998, 2000: Beker van België met RC Genk (1998) en (2000)

## Na zijn spelerscarrière
Brockhauser was enkele jaren keeperstrainer bij Budapest Honvéd FC. Met de hoofdtrainer daar, Massimo Morales, onderhield hij zijn Nederlands: Brockhauser leerde het bij Genk, Mosales bij De Graafschap (waar hij 2 jaar trainer was).
Intussen is hij technisch directeur bij Újpest FC, de club van Roderick Duchâtelet, waar Jos Daerden sinds 2012 trainer is.